# Рифферсвиль
Рифферсвиль (нем. Rifferswil) — коммуна в Швейцарии, в кантоне Цюрих.
Входит в состав округа Аффольтерн. Население составляет 812 человек (на 31 декабря 2007 года). Официальный код — 0012.

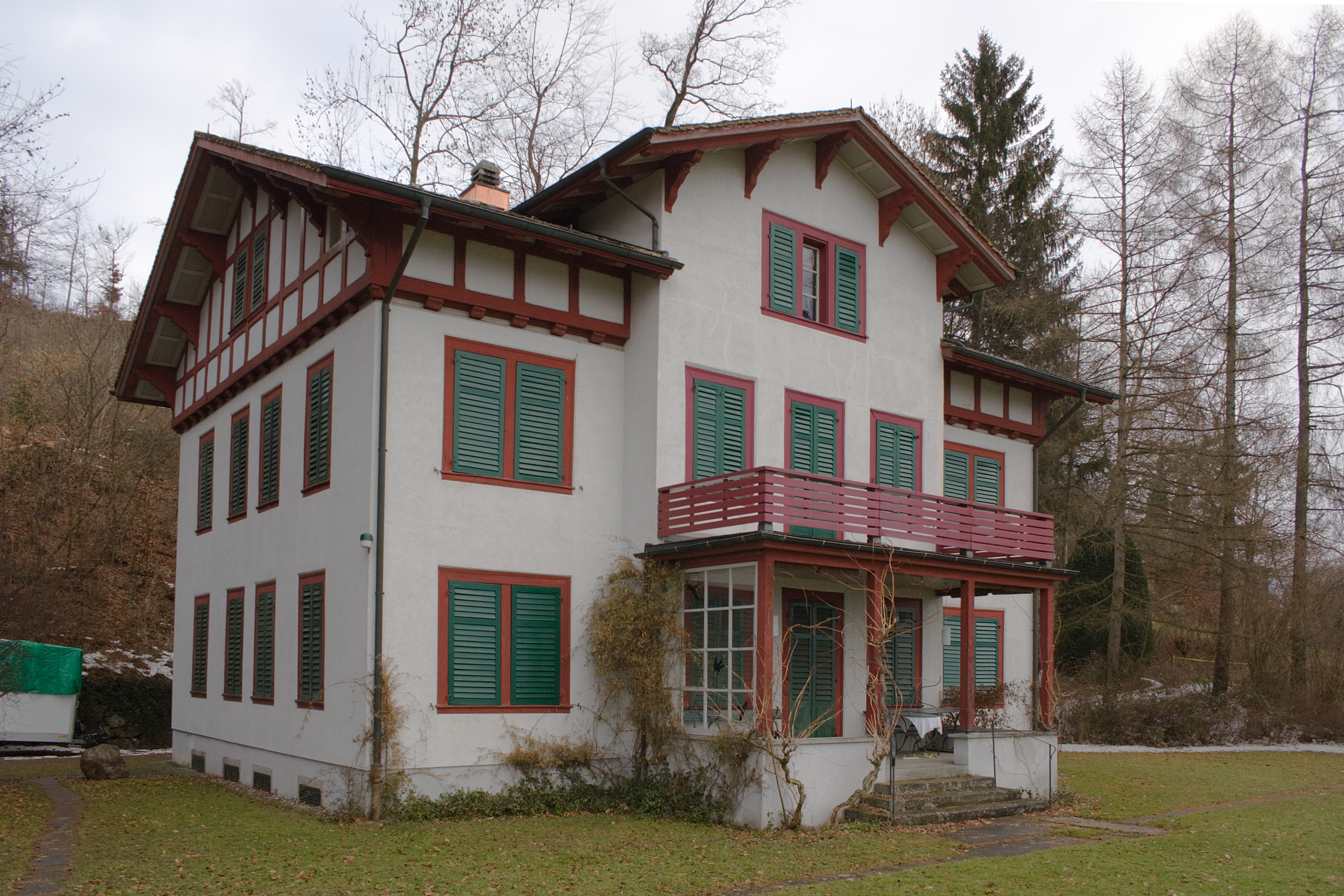
Рифферсвиль